# Porohalacarus alpinus
Porohalacarus alpinus is een mijtensoort uit de familie van de Halacaridae. De wetenschappelijke naam van de soort is voor het eerst geldig gepubliceerd in 1910 door Thor.